# 卡斯蒂讷昂普莱讷
卡斯蒂讷昂普莱讷（法語：Castine-en-Plaine，法語發音：[kastin ɑ̃ plɛn]）是法国卡尔瓦多斯省的一个市镇，属于卡昂区。该市镇于2019年1月1日由原市镇于贝尔福利、罗康库尔和蒂伊拉康帕涅合并而成，行政中心位于罗康库尔。

## 地名
“卡斯蒂讷昂普莱讷”（Castine-en-Plaine）一名在法语中意为“平原中的石灰石”，得名于当地地质情况。

## 地理
卡斯蒂讷昂普莱讷（49°5'43"N, 0°19'16"W）面积8.23 平方千米，位于法国诺曼底大区卡爾瓦多斯省，该省份为法国西北部沿海省份，北濒大西洋英吉利海峡，东北与滨海塞纳省以海上边界相接，东临厄尔省，南至奧恩省，西与芒什省接壤。
与卡斯蒂讷昂普莱讷接壤的市镇（或旧市镇、城区）包括：伊夫、索利耶、布尔盖比、丰特奈勒马尔米永、勒卡斯特莱。
卡斯蒂讷昂普莱讷的时区为UTC+01:00、UTC+02:00（夏令时）。

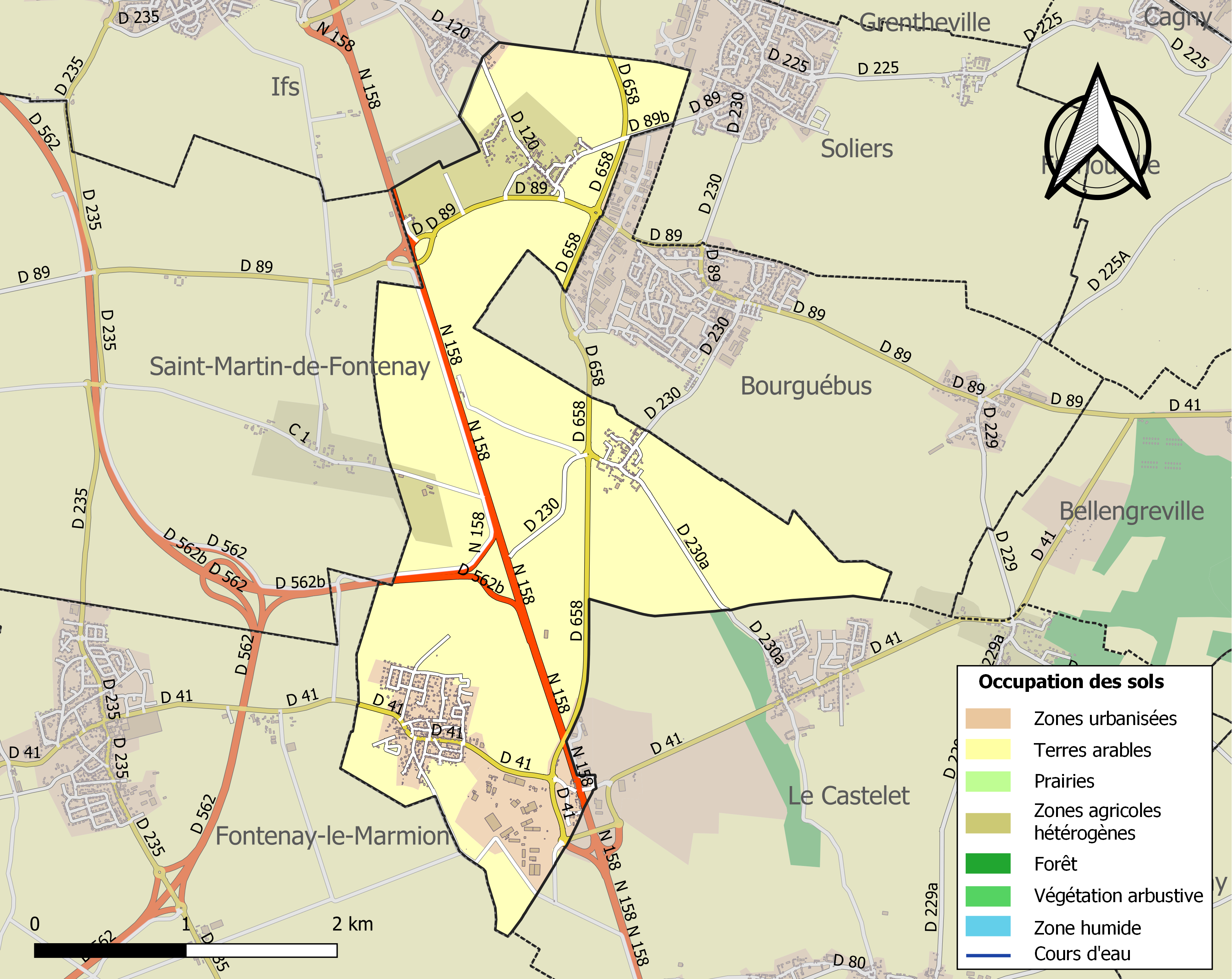
卡斯蒂讷昂普莱讷的OSM定位图

## 行政
卡斯蒂讷昂普莱讷的邮政编码为14540，INSEE市镇编码为14538。

## 政治
卡斯蒂讷昂普莱讷所属的省级选区为埃夫勒西县。

## 人口
卡斯蒂讷昂普莱讷于2022年1月1日时的人口数量为1758人。